# 백지희
백지희(白知熹, 1985년 6월 25일 ~ )는 대한민국의 바둑 기사이다.

## 약력
2003년 제24회 입단했다. 2004년 제15기 비씨카드배 신인왕전 본선에 진출했다. 2010년 1월 2단으로 승단했다. 2016년 엠디엠 진출했다.